# 陸小鳳傳奇
《大金鵬王》（又名陸小鳳傳奇）是古龍中晚期作品，成書於1973年，為陸小鳳系列的第一本。

## 內容概要
神秘幫派「青衣樓」在江湖上掀起腥風血雨，陸小鳳查辦「青衣樓」之際，西域的金鵬國公主上官丹鳳突然有要事相求。原來，她的父親大金鵬王請求陸小鳳向昔日的三個叛臣，也是當今江湖中最有權、最有錢和武功最高的三個人討還血債。陸小鳳左右為難，只因這簡直是不可能完成的任務。
言談之間，大金鵬王也透露了當今天下武功真正能達到顛峰的，只有六個人；「少林派」方丈大悲禪師、「武當派」長老木道人、「峨嵋派」掌門獨孤一鶴、「青衣一百零八樓」霍休、「白雲城主」葉孤城與「萬梅山莊」的西門吹雪。
無奈之下，陸小鳳只得請好友花滿樓和劍神西門吹雪出手相助，可是沿途之上殺機重重，雖然三個仇家相繼被除，但是危機卻沒有因此結束。花滿樓、丹鳳公主接連失蹤，而所謂的大金鵬王竟然是冒牌貨。驚愕之余，陸小鳳絕地反擊，終於將金鵬王國的秘密弄得水落石出。

## 出場人物

### 主要人物
- 陸小鳳：江湖中的一個浪子，有人說他是混蛋，有人卻說他可愛。花滿樓說：「他是個很奇怪的人，你只要見過他一面，就再也不會忘記。他不但有兩雙眼睛和耳朵，有三隻手，還長著四條眉毛。」江湖中人也許不認得陸小鳳的樣子，但是只要看到他的鬍子就會認得他。他身上沒有武器，因為他的兩根手指就是最好的武器，名為靈犀一指，就算是最快的劍，他也能把它夾住，曾以靈犀一指破葉孤城的天外飛仙。
- 花滿樓：江南花家的老七，陸小鳳的好友。他溫文爾雅，就算對著壞人，仍是不失風度。他雖是個瞎子，卻很能欣賞世界的美麗，甚至會有人忽視他是個瞎子。從陸小鳳那兒學會了靈犀一指。
- 西門吹雪：住在姑蘇萬梅山莊的劍客，性格孤僻，卻又是陸小鳳的朋友。他為了劍與劍術而生，所以看到使劍的人，就會上前挑戰。古龍在引子裏寫：「西門吹雪吹的不是雪，是血。他劍上的血。」
- 司空摘星：人稱偷王之王，卻只會在有人雇用他去偷東西時才會去偷。他長得像個猴精，曾被陸小鳳編歌揶揄長相，但司空摘星卻也編歌揶揄他。喜歡賭博，懂得易容術。江湖中人看到陸小鳳就覺得頭疼；陸小鳳看到司空摘星就覺得更頭疼。
- 上官丹鳳：金鵬王朝的公主，為了找寶藏而去找陸小鳳，委託他找金鵬王國的寶藏，被表妹上官飞燕害死。
- 上官燕兒 (雪兒)：上官飛燕的妹妹，經常說謊，好幾次都令陸小鳳上了當。所以，當她說真話時，陸小鳳就不相信了。對此，她說：「為甚麼我說真話的時候，別人反而偏偏不信呢……」她滿腦子鬼主意，雖然令陸小鳳頭疼，卻也令陸小鳳想通了事情的始末。

### 次要人物
- 老實和尚：一個很規矩，很老實的和尚。據說從來不說謊，而且脾氣很好，不會傷害得罪他的人；只是，得罪他的人卻往往會在晚上莫名其妙地死掉，誰也不知道為甚麼。
- 上官飛燕：上官丹鳳的表妹，跟上官丹鳳的樣子很像，因為嫉妒上官丹鳳，憤而殺了她。
- 霍休：吞沒了金鵬王朝財產的三個大臣之一，原名上官木，是世上第一富人，武功也很高。但是，他還有另一個不為人知的身分。
- 獨孤一鶴：吞沒了金鵬王朝財產的三個大臣之一，原名平獨鶴，現在的身分為公正嚴明的峨眉掌門。西門吹雪上山找他決鬥，他本來可以三十招內殺死西門吹雪，但「天禽門」掌門霍天青却别有用心，在決鬥前夕找獨孤一鶴拼較内力，结果使獨孤一鶴在最後的決鬥中因氣力不濟而死在西門吹雪劍下。
- 閻鐵珊：吞沒了金鵬王朝財產的三個大臣之一，原名嚴立本，為關中珠光寶氣閣的主人，後被上官丹鳳從背後偷襲致死。
- 霍天青：天禽老人七十七歲時得到的兒子，武功極高，為閻鐵珊的管家。陸小鳳一直認為所有事情的幕後黑手就是他，是青衣樓第一人，後來被霍休滅口。
- 朱停：外號為老闆，大懶蟲一個，但是卻有一雙很巧的手，能做出許多機關和機器，陸小鳳形容朱停甚至可以做出一把會咬人的椅子。是陸小鳳的朋友，但兩人卻鬥氣不說話，連同在一個地方都要靠人傳話，但陸小鳳去找霍休時卻義無反顧的去救他。
- 老闆娘：朱停之妻，外表美艷，開了一家酒館，陸小鳳喜歡去找老闆娘喝酒。
- 孫秀青：峨嵋四秀之一，排行第二，與另三名師姊妹去找陸小鳳，要陸小鳳帶她們去找西門吹雪報殺師之仇，後來嫁給西門吹雪。

## 小說目錄
- 引子
- 第一章　最漂亮的老闆娘
- 第二章　第一富人
- 第三章　主持公道
- 第四章　虛情假意
- 第五章　遠山傳歌聲
- 第六章　劍出人亡
- 第七章　師門一脈
- 第八章　陸小鳳
- 第九章　強仇大敵
- 第十章　魂斷離恨天
- 第十一章　霍天青
- 第十二章　第一聰明人
- 終章　尾聲